# Nausithoé
Dans la mythologie grecque, Nausithoé (en grec ancien Ναυσιθόη / Nausithóê) est une Néréide, fille de Nérée et de Doris, citée par Apollodore dans sa liste de Néréides. 

## Fonction
Nausithoé est la Néréide des navires rapides,.

## Famille
Ses parents sont le dieu marin primitif Nérée, surnommé le vieillard de la mer, et l'océanide Doris. Elle est l'une de leur multiples filles, les Néréides, généralement au nombre de cinquante, et a un unique frère, Néritès. Pontos (le Flot) et Gaïa (la Terre) sont ses grands-parents paternels, Océan et Téthys ses grands-parents maternels.

## Évocation moderne

### Jeux vidéo
- Nausithoé est un personnage jouable de la classe des Néréides dans le jeu vidéo de rôle Romancing SaGa 2 sorti en 1993 sur la Super Nintendo. C'est la sixième Néréide accessible dans le jeu.

### Biologie
- Le genre de Cnidaires des Nausithoe tient son nom de la Néréide.